# Marangoniho efekt
Marangoniho efekt (také nazývaný Gibbs-Marangoniho efektem) je přesun hmoty mezi dvěma kapalinami na základě gradientu jejich rozdílných povrchových napětí.

## Historie
Tento jev byl poprvé pozorován a zaznamenán jako tzv. „slzy vína“ fyzikem Jamesem Thomsonem (bratrem lorda Kelvina) roku 1855. Pojmenován byl ale podle italského vědce Carla Marangoniho, který ho důkladně studoval jako téma své disertační práce na univerzitě v Pavii a své studie zveřejnil v roce 1865. Kompletní zpracování teorie na toto téma sepsal J. Willard Gibbs ve své práci O rovnováze heterogenních látek (1875–1878).

## Princip
Vzhledem k tomu, že kapalina s vyšším povrchovým napětím působí na okolní kapalinu více, než kapalina s nižším povrchovým napětím, začne vinou přítomnosti gradientu v povrchovém napětí kapalina proudit (odtékat) pryč směrem od oblasti s nízkým povrchovým napětím. Gradient povrchového napětí může být vyvolán koncentračním nebo teplotním gradientem (povrchové napětí je funkcí teploty).

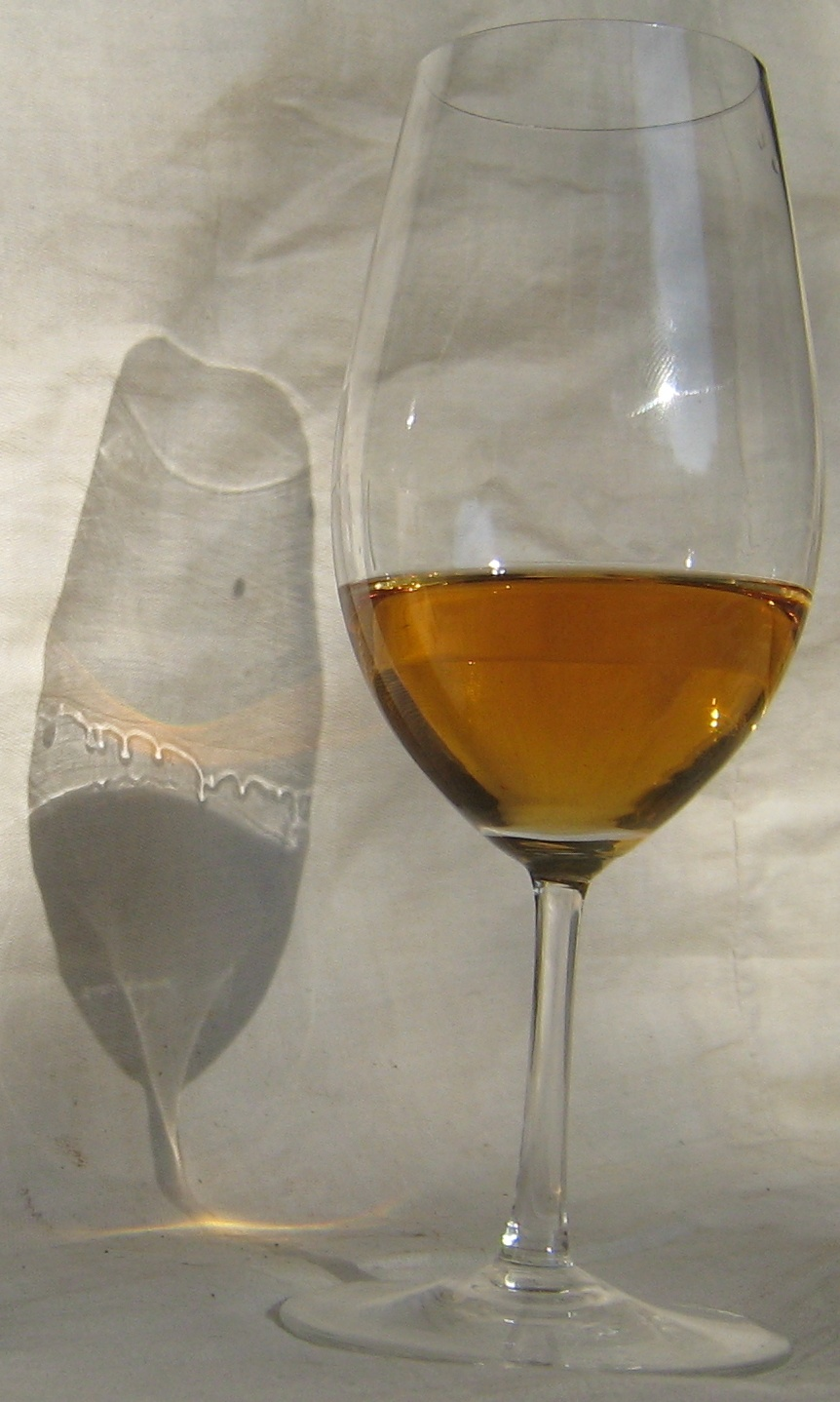

Typickým příkladem jsou „slzy“ tvořící se na stěnách sklenice s vínem – viz fotografie. Tento efekt je důsledkem toho, že alkohol obsažený ve víně má nižší povrchové napětí než voda. Smíchá-li se alkohol s vodou nehomogenně, bude oblast s nižší koncentrací alkoholu (tj. s větším povrchovým napětím) působit na okolní tekutiny silněji než oblast s vyšší koncentrací alkoholu (tj. s nižším povrchovým napětím). Kapalina má pak tendenci proudit z oblasti s vyšší koncentrací alkoholu. Tekutina smáčí stěny sklenice a pohybuje se vzhůru. Odtud (tedy ze stěn) se odpařuje alkohol, čímž se snižuje koncentrace a tím pádem roste povrchové napětí. Kvůli rozdílnému povrchovému napětí kapaliny na stěnách a na hladině jde kapalina opět po stěně vzhůru. V okamžiku, kdy jsou gravitační síly silnější než síly povrchového napětí, stečou kapky po stěně dolů.
Marangoniho číslo, bezrozměrná veličina, udává poměr účinků povrchového napětí a viskózních sil.
Velmi podrobným matematickým zpracováním tohoto problému (z hlediska Navierovy–Stokesovy rovnice a rovnice termodynamiky) je první třetina knihy Hydrodynamická a hydromagnetická stabilita autora Subrahmanyana Chandrasekhara (původně publikováno roku 1961 v Oxfordu).

## Příklady a použití
Dobře známým příkladem jsou mýdlové bubliny: díky Marangoniho efektu se stabilizuje jejich povrch. Marangoniho efekt lze také pozorovat v chování konvekčních buněk (tzv. Bénardovy buňky).
Efekt se využívá při výrobě integrovaných obvodů k sušení křemíkových desek po jejich zpracovávání za mokra. Tekuté skvrny, které zůstanou na povrchu destičky, mohou zapříčinit oxidaci, která poškodí součástky desky. Proto se takových skvrn zbavuje: alkoholové výpary isopropanolu nebo jiné plynné organické sloučeniny (případně organické sloučeniny ve formě aerosolů) jsou tryskou vháněny na mokrý povrch destiček. Marangoniho efekt způsobí, že gradient povrchového napětí v kapalině umožní gravitaci snadněji dostat tekutinu z povrchu destiček – ten je efektivně vysušen.
Marangoniho efekt je také důležitý pro svařování, růst krystalů a tavení kovů elektronovým paprskem.